# Bruce Simpson
Bruce Simpson (ur. 6 marca 1950 w Toronto) – kanadyjski lekkoatleta, specjalista skoku o tyczce, mistrz igrzysk panamerykańskich i igrzysk Wspólnoty Narodów, dwukrotny olimpijczyk.

## Kariera sportowa
Zajął 4. miejsce w skoku o tyczce na igrzyskach Brytyjskiej Wspólnoty Narodów w 1970 w Edynburgu. Zdobył brązowy medal w tej konkurencji na igrzyskach panamerykańskich w 1971 w Cali, przegrywając jedynie z Amerykanami Janem Johnsonem i Dave’em Robertsem. Na igrzyskach olimpijskich w 1972 w Monachium zajął 5. miejsce.
Zdobył srebrne medale na uniwersjadzie w 1975 w Rzymie (przegrywając z François Tracanellim z Francji, a wyprzedzając Renato Dionisiego z Włoch) oraz na igrzyskach panamerykańskich w 1975 w Meksyku, za Earlem Bellemem ze Stanów Zjednoczonych, a przed Roberto Moré z Kuby. Zakwalifikował się do finału konkursu skoku o tyczce na igrzyskach olimpijskich w 1976 w Montrealu, ale nie zaliczył w nim żadnej wysokości. Zajął 7. miejsce w zawodach pucharu świata w 1977 w Düsseldorfie.
Zdobył złoty medal na igrzyskach Wspólnoty Narodów w 1978 w Edmonton (przed obrońcą tytułu Donem Bairdem z Australii i Brianem Hooperem z Anglii) oraz na igrzyskach panamerykańskich w 1979 w San Juan (przed Gregiem Woepse z USA i Brianem Morrisette z Wysp Dziewiczych Stanów Zjednoczonych).  Zajął 4. miejsca w zawodach pucharu świata w 1979 w Montrealu oraz na igrzyskach Wspólnoty Narodów w 1982 w Brisbane.
Był mistrzem Kanady w skoku o tyczce w latach 1970–1972, 1975 i 1980–1982, wicemistrzem w 1967, 1978 i 1983 oraz brązowym medalistą w 1984.
Pięciokrotnie poprawiał rekord Kanady do wyniku 5,33 m, uzyskanego 6 lutego 1980 w Melbourne. Był to również najlepszy wynik na otwartym stadionie w jego karierze, natomiast w hali jego rekord życiowy wynosił 5,38 m (13 lutego 1976 w Toronto).